# KV Arena
Mattoni Arena je sportovně kulturní a kongresové centrum v Karlových Varech. Aréna je od roku 2010 novým sídlem hokejového klubu HC Energie Karlovy Vary. Její kapacita pro hokejové zápasy dosahuje 5874 diváků, maximální kapacita haly po zákrytu ledové plochy např. pro koncerty činí až 7 500 diváků. Multifunkční arénu provozuje městská společnost KV Arena, která je vlastněna městem Karlovy Vary. V blízkosti haly prochází železniční trať Karlovy Vary – Mariánské Lázně se zastávkou Karlovy Vary-Aréna.

## Velká hala

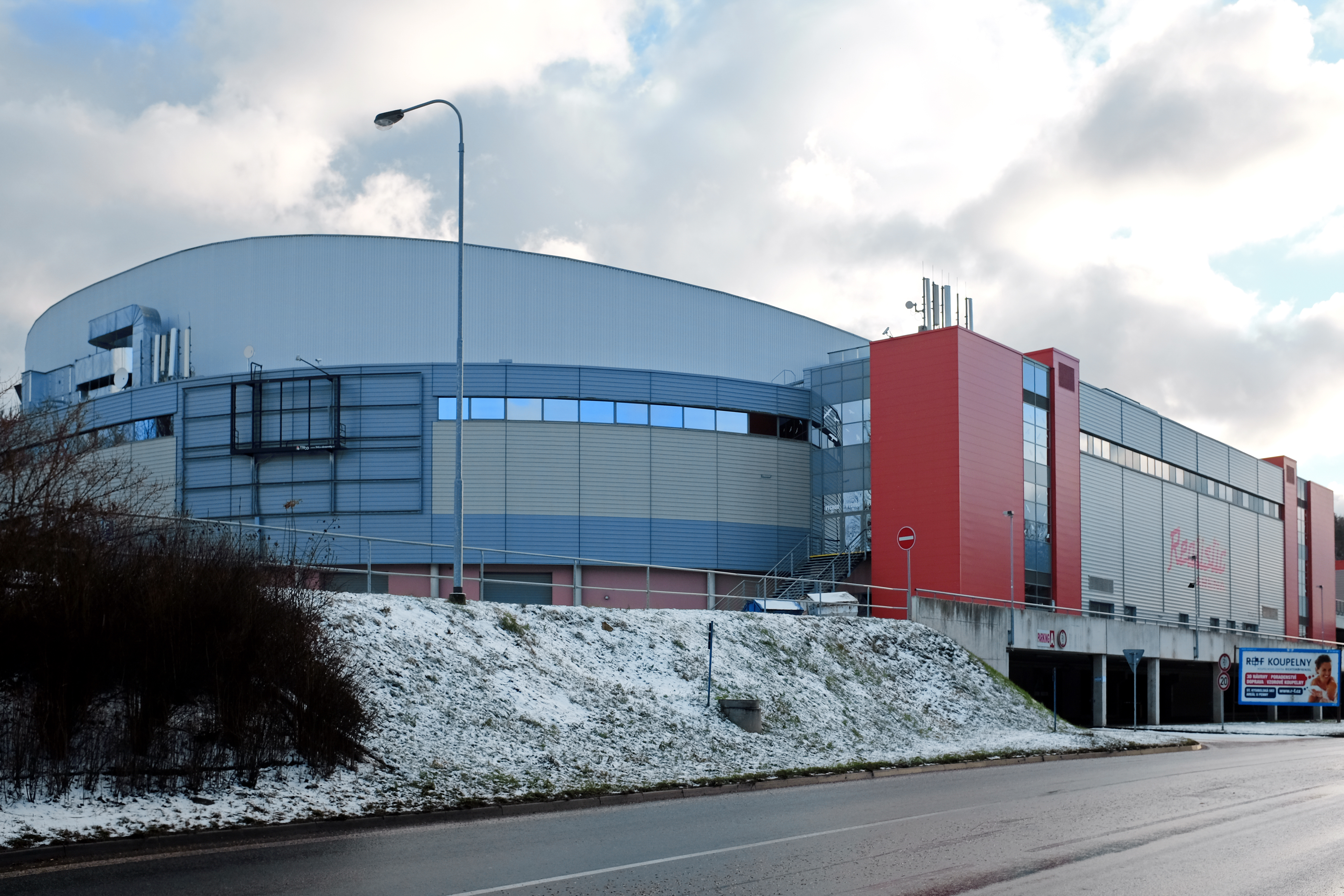
Venkovní pohled na KV arénu

Má 5 podlaží a 4 výtahové věže. Je zde ledová plocha, hlediště pro 5 874 sedících diváků. A nad hledištěm je umístěno 26 skyboxů pro sponzory a jiné pronajímatele. Skyboxy jsou vybaveny malou kuchyňkou, místem k posezení, barem a sociálním zařízením. Kolem hlediště je prstenec s občerstvením a sociálními zařízeními pro návštěvníky. Nad hledištěm a skyboxy je umístěn světelný informační pás. Hala má jeden hlavní vchod a tři menší postranní. Vchody jsou opatřeny turnikety. U hlavního vchodu se nachází 2 pokladny pro prodej lístků.
V zázemí arény jsou 2 velké šatny vybavené sprchami, masérským lehátkem, sociálním zařízením a místností trenéra. Reprezentační šatna je navíc vybavena vířivkou a saunou. Dále jsou zde 4 menší šatny pro juniory.
Řídícím centrem arény je velín umístěný v 1. patře haly. Provoz haly monitoruje bezpečnostní služby a celý komplex je monitorován kamerovým systémem. V nejnižším patře se nachází parkoviště s 500 parkovacími místy a místy pro VIP hosty. V 5. patře se nachází technické zázemí pro ovládání ozvučení, osvětlení ledové plochy a informační kostky zavěšené nad ledem.
Mezi halami se nachází prostranství ze kterého je možné navštívit fanshop HC Energie. Ve druhém nadzemním podlaží namísto bývalé vývařovny bylo vytvořeno fitness studio, které nabízí nejen prostory s posilovnou nebo fitness cvičením, ale také poúrazové rehabilitace a služby fyzioterapeuta. Posilovna je kompletně vybavena posilovacími stroji italské značky Panatta.

## Tréninková hala
Má menší ledovou plochu a slouží především pro trénink juniorů a základky nebo veřejné bruslení. Je zde několik šaten a sociální zařízení. V patře nad ledovou plochou je restaurace a posezení ze kterého je možno sledovat tréninky. V nejvyšším patře sídlí vedení klubu a KV Areny. Součástí tréninkové haly je městské informační centrum.

## Požár
Dne 27. září 2010 zachvátil garáže KV Areny požár, který poškodil elektroinstalaci a část konstrukce. Příčinou bylo podle vyšetřování pravděpodobně vzplanutí auta.. Škody se vyšplhaly do výše 20 milionů korun. Den po požáru v KV Aréně začalo Mistrovství světa v basketbale.
Malý požár plastové přepravky v podzemí haly se stal 10. srpna 2015.

## Bazén
Bazénové centrum postavené vedle Multifunkční KV Areny bylo pro veřejnost otevřeno 1. 10. 2012. Centrum nabízí bazén o délce 25 metrů s šesti plaveckými dráhami, tobogán s možností jízdy na „pneumatikách“, podvodní masážní lehátka a lavice, vířivku, páru, saunu a infrasaunu. V prostorách se dále nachází Café bar, prodejní stánek s plaveckými potřebami a relax klub masáže. Parkování je zajištěno pro 182 osobních vozidel, vč. stání pro inv. osoby.

## Hala pro míčové sporty
V roce 2015 byla otevřena hala pro míčové sporty v blízkosti KV Arény. V hale je hrací plocha 48 x 30 m pro míčové sporty (basketbal, volejbal) do hlediště se vejde až 560 diváků.